# IFR
IFR (ang. Instrument Flight Rules) – lot IFR oznacza lot wykonywany zgodnie z przepisami dla lotów według wskazań przyrządów. Różni się on od VFR (Visual Flight Rules) tym, że polega się tylko na informacjach odczytywanych z przyrządów samolotu, bez używania zewnętrznych referencji wizualnych (np. obserwowanego położenia horyzontu).
Lot IFR może być (i często jest) wykonywany przy dobrej widoczności (VMC). 
Pojęciem związanym jest IMC (ang. Instrument Meteorological Conditions), oznaczającym warunki w których nie jest możliwe (np. brak widoczności) uzyskanie wystarczających zewnętrznych referencji wizualnych. Znalezienie się statku powietrznego wykonującego lot VFR w warunkach IMC może spowodować przejście do lotu IFR lub stosowną zmianę trasy lotu w celu natychmiastowego powrotu do warunków VMC, umożliwiających kontynuację lotu VFR.